# Alf's Button
Alf's Button è un film muto del 1920 diretto da Cecil M. Hepworth.

## Trama
Nel Regno Unito, durante la prima guerra mondiale, un soldato scopre che uno dei bottoni della sua divisa, realizzato con la lampada di Aladino, se strofinato fa comparire il genio che realizza tutti i suoi desideri.

## Produzione
Il film fu prodotto da Cecil M. Hepworth per la sua casa di produzione, la Hepworth con il nome Hepworth Pictures Plays Ltd.

## Distribuzione
Distribuito nel Regno Unito dalla Hepworth, il film uscì in sala nel maggio 1920. Negli USA, fu distribuito dalla Associated First National Pictures il 6 dicembre 1921, dopo che, il 27 settembre, ne era uscita una riedizione nel Regno Unito. Nel poster dell'edizione americana compare il titolo Alf's Aladdin's Lamp Button.
Una copia incompleta del film, con i rulli 1, 3, 4 e 5 si trova negli archivi del BFI

## Remake
Del film fu fatto nel 1930 un remake sonoro con lo stesso titolo.